# 클라라 마멧
클래라 매밋(Clara Mamet, 영어 발음: /ˈmæmɪt/, 1994년 9월 29일 ~ )은 미국의 배우, 가수이다.

## 출연 작품
- 서태닉 (2016년)
- 나쁜 이웃들 2 (2016년)
- 위너독 (2016년)
- 투-비트 왈츠 (2014년) - 모드 역
- 어둠 속에서 (2013년) - 재키 역

### 텔레비전
- 우리동네 외계인 (2012-14)